# Tacco
Il tacco è un elemento della calzatura posto sotto il calcagno. La sua funzione principale è estetica, ovvero aumentare la statura e dare slancio al polpaccio. Si trova applicato a scarpe, stivali o sandali.
Venne introdotto nel II secolo d.C. in Persia per dare maggiore stabilità ai cavalieri sulle staffe durante le battaglie. Successivamente, intorno al 1350 d.C., comparve in Turchia e in Ungheria. Attorno al 1605, la presenza dei tacchi nei primi listini prezzi testimonia la loro diffusione in Europa, dove la funzione era puramente estetica, con lo scopo di far apparire la persona più alta: infatti era a forma di cuneo, posto tra la suola e il tallone. Mentre nell'epoca barocca trova la sua massima espressione per altezza e decorazioni, agli inizi del XIX secolo perde importanza a favore di scarpe di seta prive di tacco.
I materiali con i quali si realizza il tacco sono: cartone, recuperi del cuoio, plastica e gomma con la funzione di isolante. Gli strati sono incollati uno sopra l'altro. Il cartone è utilizzato perché si tratta di un materiale decisamente più economico e più leggero rispetto alla vera pelle. Se il tacco è realizzato in cartone, solitamente viene posto un penultimo strato di pelle e l'ultimo di gomma. Sia con un tacco di vero cuoio, che di cartone, la gomma è applicata all'ultimo strato, a contatto con il terreno, per proteggere la pelle e/o il cartone dall'umidità e dalla pioggia, assicurando una maggiore durata della scarpa.
L'avvento della tecnologia ha caratterizzato anche la produzione dei tacchi, specie quelli da donna, che ormai si producono esclusivamente in plastica per poi essere rivestiti di pelle o cuoio, e talvolta anche verniciati. I materiali utilizzati sono il polistirolo (PS) nel caso di tacchi da rivestire e l'ABS nel caso di tacchi da verniciare.
La plastica viene fusa ed iniettata in stampi; questa innovazione ha portato alla possibilità di realizzare tacchi delle forme più svariate, spesso impensabili con i vecchi metodi. I tacchi particolarmente alti e sottili contengono un'anima in acciaio del diametro di 5 mm che si inserisce nello stampo prima di iniettarvi il materiale plastico.
Per proteggere il tacco dal contatto col pavimento si aggiunge il sottotacco, prodotto in poliuretano (PU), una plastica molto resistente all'abrasione.
L'utilizzo abituale e prolungato di tacchi alti (indicativamente sopra i 5 cm di altezza) può determinare una iperlordosi, con retrazione ed accorciamento del tendine di Achille.

## Uomo

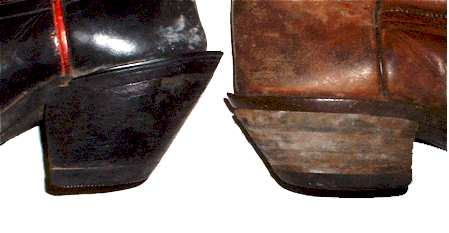
Tacco alto maschile

Nelle calzature maschili il tacco è generalmente basso, alto solitamente 3 cm, con poche eccezioni. I tacchi simmetrici a ferro di cavallo sono i più comuni, anche se ne esistono di asimmetrici, a trapezio a base larga (utilizzati principalmente per scarpe sportive) e a base stretta (per scarpe a punta). Può essere rinforzato con una placchetta metallica per evitare l'usura o per produrre rumore nel caso di alcuni tipi di danza come il tip tap o lo step. Negli stivali da cowboy, oltre ad una maggiore altezza il tacco ha una forma particolare, inclinata in avanti verso la punta, per evitare di infilare lo stivale eccessivamente nella staffa col rischio di rimanervi incastrato. Il tacco maschile più famoso è il tacco cubano, leggermente conico, molto pratico per la sua robustezza e comodità. La sua altezza può variare dai 4 ai 6 cm con rare eccezioni di 7 cm. Nel 2015, durante la settimana della moda maschile, Yves Saint Laurent propose una collezione di stivaletti neri a punta, chiamata "French Boots", con tacco quadrato e dall'altezza di 8,5 cm. È comunque molto in voga (soprattutto tra gli uomini di bassa statura) l'utilizzo di scarpe con suole rialzate internamente, con altezze interne che vanno dai 5 agli 8 cm (per esempio: introducendo dentro ad uno stivaletto con un tacco di 3 cm, una suola col rialzo alto 7 cm, si otterrebbe un'altezza di 10 cm, altezza pari ad un classico stiletto femminile).

## Donna
I tacchi delle calzature femminili presentano tutte le altezze, da pochi centimetri fino ai 12 cm e più, con finalità estetiche: per ottenere l'effetto ottico di allungamento della gamba, dare risalto alla caviglia e maggior eleganza al piede. Ovviamente maggiore è l'altezza del tacco e minore è la stabilità della calzatura e la sicurezza dell'incedere. Per aumentare ancora di più l'altezza della calzatura, si ricorre all'utilizzo del "plateau". I tacchi femminili vengono generalmente divisi in "tacchi a spillo" (o stiletto) e "piattaforme".
Il record ufficiale di altezza del tacco di una scarpa femminile, come certificato dal Guinness dei primati, è detenuto da un modello con una piattaforma alta 11 pollici (28cm) ed un tacco alto ben 16 pollici (oltre 40cm) che fu prodotto da LadyBWear Limited of Cheadle, Cheshire England.

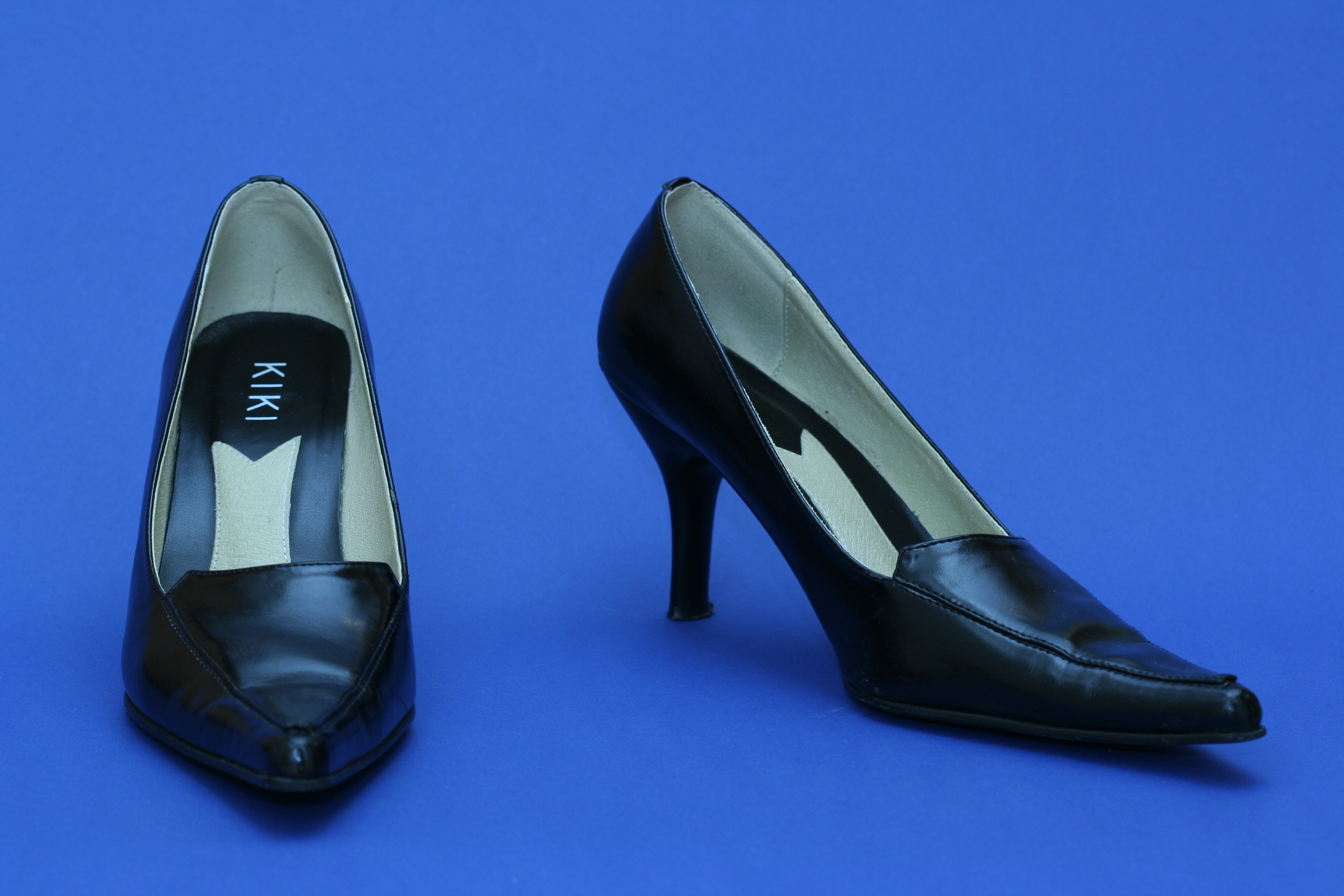
Tacco alto femminile
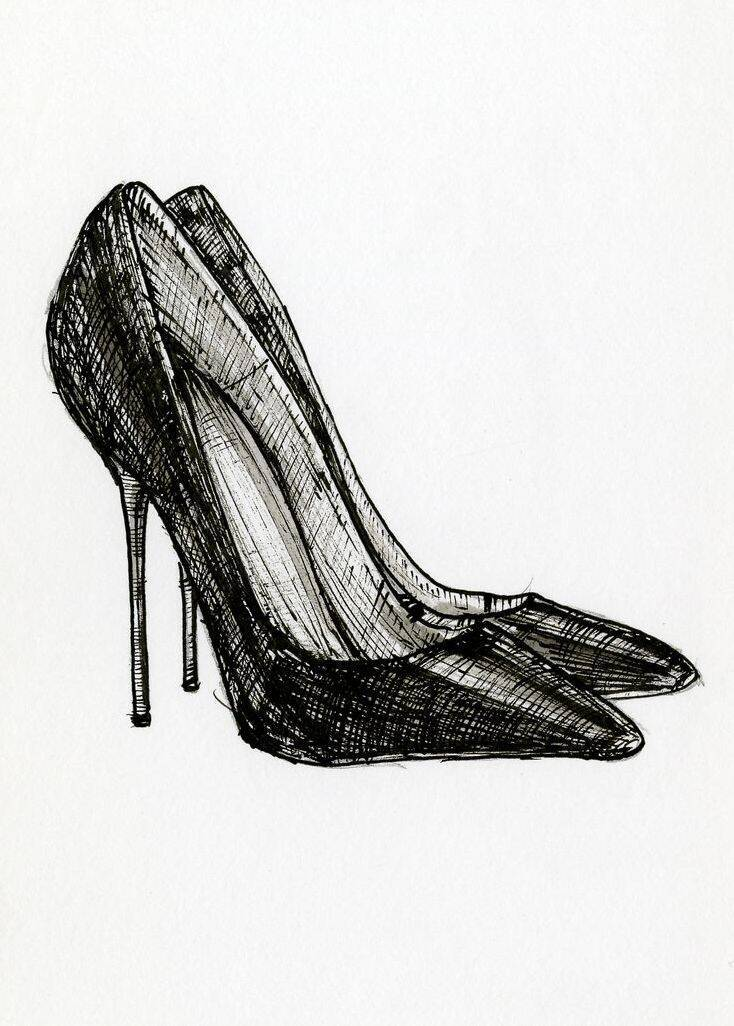
Tacchi a spillo femminili